# Diglosija
Diglosija je sociolingvistički termin, koji potječe s kraja pedesetih godina dvadesetoga stoljeća, kada ga je prvi put u suvremenom smislu uporabio američki jezikoslovac Charles Albert Ferguson. Naravno da je sama riječ postojala i prije Fergusona, jer ona zapravo potječe iz helenističkog grčkog jezika (διγλωσσία). Međutim, Ferguson je otac sadašnjeg sociolingvističkog koncepta diglosije, jer je 1959. objavio članak, koji je odlično prihvaćen u svijetu jezikoslovlja i u kojem je diglosiju odredio na sljedeći način:
"Diglosija je relativno postojana jezična situacija u kojoj uz temeljne dijalekte jezika (što može uključivati standardni jezik ili regionalne standarde) postoji i jedan vrlo raznolik, visoko kodificiran, odozgo nametnut idiom (često i gramatički složeniji idiom), koji je prenosilac velikog i cijenjenog korpusa zapisane književnosti, što potječe ili iz nekog ranijeg razdoblja ili iz druge jezične zajednice i koji se uči kroz formalno obrazovanje, te služi za pismene i formalno izgovorene svrhe, ali ga jezična zajednica ni u jednom svom segmentu ne rabi u svakodnevnoj konverzaciji."
Moglo bi se reći da zajednica govornika upotrebljava paralelno dvije bitno različite varijante istoga jezika ili čak dva različita jezika, ovisno o komunikacijskom kontekstu. Pojam se diglosije zanimljivo razvijao, pa je u početku uključivao samo dvije bitno različite varijante istoga jezika, e da bi kasnije uključio i dva različita jezika, od kojih se jedan smatra "višim" i prestižnijim, a drugi "nižim" i prirodnijim u funkcionalnoj razdiobi. Diglosija je pojava koja zahvaća čitavu zajednicu, dok je dvojezičnost (bilingvizam) individualna pojava. Primjeri diglosijskih jezika su: češki, švicarski njemački i standardni njemački u Švicarskoj, arapski, tamilski, flamanski, brazilski portugalski.